# 手嶋政廣
手嶋 政廣（てしま まさひろ、1958年 - ）は、日本の物理学者、天文学者。東京大学宇宙線研究所教授。研究テーマは高エネルギーガンマ線天文学、宇宙線物理学、宇宙素粒子物理。学位は理学博士（京都大学）。

## 経歴
鳥取県出身。京都大学理学部卒業。同理学博士。東京工業大学理学部助手、東京大学宇宙線研究所助教授を経て、東京大学宇宙線研究所教授。